# La Chapelle-Saint-Mesmin
La Chapelle-Saint-Mesmin település Franciaországban, Loiret megyében. Lakosainak száma 10 492 fő (2022. január 1.). La Chapelle-Saint-Mesmin Ingré, Chaingy, Saint-Jean-de-la-Ruelle és Saint-Pryvé-Saint-Mesmin községekkel határos.

## Népesség
A település népességének változása:
| Lakosok száma | 5143 | 7801 | 8207 | 9282 | 10 078 | 10 170 | 10 353 | 10 180 | 10 095 | 10 492 |
|               | 1968 | 1982 | 1990 | 2006 | 2013   | 2015   | 2017   | 2019   | 2020   | 2022   |